# Наследники Дракона
«Наследники Дракона» — первая серия первого сезона фантастического телесериала «Дом Дракона», премьера которой состоялась 21 августа 2022 года. Режиссёром эпизода является Мигель Сапочник, сценарий написал Райан Кондал.

## Сюжет
«Дом Дракона» рассказывает о Пляске Драконов — гражданской войне на вымышленном континенте Вестерос. В «Наследниках Дракона» речь идёт об истоках конфликта. В прологе показано заседание Великого совета лордов в Харренхолле в 101 году от Завоевания Эйегона, на котором было решено, что наследником короля Джейехериса I станет его внук принц Визерис. Далее действие переносится на несколько лет вперед, когда на глазах у Визериса во время рыцарского турнира его младший брат Дейемон проигрывает поединок молодому рыцарю из Дорна Кристону Колю. На заседании Малого совета десница Отто Хайтауэр заявляет протест против жестокости, с которой Дейемон борется с преступностью в столице. Жена короля Эйемма умирает при родах, а потом умирает и новорождённый сын. Визерис ссорится с братом из-за его неосторожных высказываний и заявляет, что отстранит его от власти, а своей наследницей сделает дочь Рейениру.

## Премьера и оценки
Премьерный показ «Наследников Дракона» состоялся 21 августа 2022 года. Первые рецензенты отмечали качественную игру большинства актёров, но называли потенциальным серьёзным минусом ряд заметных расхождений с книгой Джорджа Мартина «Пламя и кровь», которая стала литературной основой сценария.
В целом эпизод получил положительные отзывы большинства критиков. На агрегаторе обзоров Rotten Tomatoes его рейтинг составил 87 % при средней оценке 7,6/10. Хелен О’Хара в статье для IGN оценила «Наследников Дракона» на восемь баллов из 10, уточнив: «Премьера „Дома Дракона“ знаменует собой сильное, хорошо сыгранное начало спин-оффа „Игры престолов“. Сериал очень похоже на своего предшественника по тону и содержанию, но сразу обрисовывает борьбу за власть вокруг доброжелательного, безвольного короля и ярких новых персонажей, которые сражаются в этих битвах». Алек Боджалад из Den of Geek дал эпизоду четыре звезды из пяти, похвалил игру актёров (особенно Мэтта Смита) и сцену турнира. Ребекка Николсон из The Guardian в своем обзоре первых шести эпизодов назвала первый эпизод «впечатляющим» и написала, что «в нём заметно всё, что сделало его предшественника, „Игру престолов“, таким титаном малого экрана». Оценив эпизод на «B», Дженна Шерер из A.V. Club раскритиковала «наряды, технологии и язык», за то, что они «идентичны тем, что были в „Игре престолов“, хотя действие происходит двумя столетиями ранее».
Рецензент «Фонтанки.ру» отметил небрежность компьютерной графики и проблемы с сюжетом: по его словам, непонятно, «почему все эти люди должны быть нам интересны, вероятно, ближайшие несколько лет».
«Наследники Дракона» стали самым популярным видео в истории HBO.